# Juventude Universitária Católica
A Juventude Universitária Católica (JUC) foi um movimento católico reconhecido pela hierarquia eclesiástica em 1950 como setor especializado da Ação Católica. Tinha como objetivo difundir os ensinamentos da Igreja no meio universitário. Chegou a existir com diversas formas e designações numa série de países, ligada à Juventude Estudantil Católica Internacional (JECI) e mais tarde também ao Movimento Internacional de Estudantes Católicos (MIEC).

## História da JUC no Brasil

### Fase Conservadora
A JUC surgiu no Brasil a partir da Associação Universitária Católica (AUC), que se reunia no Centro Dom Vital para aprofundar e trocar experiências sobre sua identidade religiosa.
No início a JUC tinha como referência o catolicismo tradicional. Tinha como objetivo dar formação doutrinal aos integrantes da JUC, fortalecendo sua fé e espiritualidade de acordo com os valores oficiais da Igreja Católica. A JUC pretendia compor uma elite acadêmica católica, com uma visão de mundo ancorada na doutrina medieval da Igreja, na qual a tarefa do homem na Terra seria a de espelhar a ordem divina ideal, tanto em sua alma quanto na sociedade. Portanto, se deveria valorizar a ordem e a harmonia social, acatar as estruturas e as instituições existentes, cujos eventuais problemas estariam nas falhas das pessoas que as integrariam. Caberia apenas reformar as consciências individuais para que uma ordem harmônica e justa, espelhada na vontade de Deus, imperasse no mundo.
Nesse período, a JUC atuava em oposição ao "mundo moderno", presente na maior parte do meio universitário, que era resistente ou alheio à mensagem católica, e que deveria ser conquistado para a ordem divina, a ser restaurada na Terra pela mediação da Igreja, que tinha como instrumento a própria JUC.

### Fase Questionadora
Em 1950, a JUC organizou-se a nível nacional, criando uma coordenação nacional e adotou o modelo da Ação Católica francesa, belga e canadense de organização por meios específicos (universitários, rurais, operários, etc.), reduzindo a importância das dioceses.
A partir de 1947, o dominicano Louis-Joseph Lebret esteve no Brasil diversas vezes, oportunidade nas quais manteve contato com dirigentes da JUC, como Plínio de Arruda Sampaio, que o encontrou em 1953. Outros pensadores católicos como o jesuíta Jean-Yves Calvez (autor de um livro sobre Karl Marx, que possibilitou a primeira aproximação de muitos militantes católicos com o marxismo), Léon Bloy e  Georges Bernanos influenciaram integrantes da JUC e os católicos de esquerda da época.
Nesse período a JUC teve um papel-chave na constituição da Juventude Estudantil Católica Internacional com sede em Paris. Em 1956, o primeiro encontro mundial da JECI teve lugar no Rio de Janeiro, e no fim da década o brasileiro Luiz Alberto Gómez de Souza tornou-se o terceiro Secretário Geral desta organização internacional.
Integrantes da JUC passaram a questionar alguns aspectos das ideias dominantes na Igreja Católica, como a passividade política diante da ordem estabelecida. Esses integrantes eram influenciados pela convivência com outras correntes de pensamento, principalmente socialistas e comunistas. Além disso, eles eram influenciados pela discussão teórica no interior da própria Igreja, em particular pelas obras de Jacques Maritain, Emmanuel Mounier e do jesuíta Pierre Teilhard de Chardin. Localmente o jesuíta Henrique Cláudio de Lima Vaz e o dominicano Carlos Josaphat foram influentes. Um ponto de virada foi o pontificado do Papa João XXIII a partir de 1958. Outro aspecto eram as desigualdades gritantes da sociedade brasileira, confrontada com o crescimento da mobilização política de trabalhadores urbanos e rurais e a Revolução Cubana em 1959.
Nesse contexto, passaram a acreditar que seu papel não era o de acatar passivamente  a sociedade existente como se fosse uma ordem natural, mas o de agir em nome de Deus para transforma a sociedade. Por isso, começaram a participar ativamente do movimento estudantil e forneceram diversos líderes para a jovem União Nacional dos Estudantes (UNE). Muitos jucistas participaram da organização dos trabalhadores rurais, estimulando sua sindicalização. Desde 1954, a questão social já aparecia em seu encontro nacional.
O ambiente externo também era de grande efervescência ao final da década de 1950 e no início da década de 1960, quando eram intensos os debates sobre o desenvolvimento e o nacionalismo.  Progressivamente, os jucistas passaram a questionar a sociedade capitalista. No Congresso da JUC de 1960, realizado no Rio de Janeiro, foi aprovado o documento "Algumas diretrizes de um Ideal Histórico cristão para o povo brasileiro", que incluia a "opção por um 'socialismo democrático' e pelo que se chamava de 'revolução brasileira'.
Em julho de 1961, o “Conselho da JUC” aprovou o documento: "O Evangelho, fonte da revolução brasileira".
No início da década de 1960, a JUC chegou a ter entre 5.000 e 10.000 integrantes, num contexto no qual existiam 95.000 estudantes universitários em todo o país.
A crescente influência do marxismo na América Latina fez com que estes movimentos se aproximassem e houvesse uma crise com a hierarquia da Igreja. No final de 1961, a Conferência Nacional dos Bispos do Brasil (CNBB) emitiu um documento de orientação às atividades da JUC que tinha os seguintes termos:
1. Não é lícito apontar a cristão o socialismo como solução de problemas econômico-sociais e políticos, nem muito menos apontá-lo como solução única;
2. Não é lícito admitir-se que ao se formular a figura de uma Revolução Brasileira – em assembléias ou círculos de estudos da JUC, se afirme doutrina de violência, como válida e aceitável.

Além disso, o referido documento decretava que: "A começar do ano de 1962, nenhum dirigente jucista poderá concorrer a cargos eletivos em organismos de política estudantil, nacional ou  internacionais, sem deixar os seus postos de direção da JUC. O mesmo se diga, como é evidente, quando se trata de participação ativa em partidos políticos."
Depois disso, um grupo de jucistas de Minas Gerais, liderado por Herbert José de Sousa, promoveu a fundação da Ação Popular, em 1962.
Engajados na política universitária e em movimentos de cultura e educação popular, os militantes da JUC e da Juventude Estudantil Católica (JEC) passaram a ser perseguidos após o golpe militar de março de 1964. 
Entre 1965 e 1966, na disputa entre os grupos progressistas e conservadores da Igreja sobre os rumos da Ação Católica Brasileira, venceram os conservadores. Estes defendiam maior controle das organizações laicas pela hierarquia eclesiástica, com limites ao envolvimento dos movimentos leigos da Igreja em assuntos temporais. Essa nova orientação da Conferência Nacional dos Bispos do Brasil (CNBB) provocou o esvaziamento da ACB e de seus setores especializados. Muitos de seus membros aderiram à Ação Popular, que se afastaria do humanismo cristão, assumindo contornos leninistas e mais tarde maoístas.
Com a saída dos integrantes mais à esquerda, que foram para a Ação Popular, a JUC foi gradualmente perdendo força. Em 1967, a JUC deixou de se considerar parte da Igreja Católica, declarando ser um "movimento de cristãos". Em 1968, se dissolveu.
Em 1968, a JUC havia desaparecido. Todavia posteriormente foi considerada precursora da atuação da Igreja Católica brasileira na década de 1970, em defesa dos direitos humanos de prisioneiros e perseguidos políticos, e do trabalho pastoral voltado a questões sociais.
O peruano Gustavo Gutiérrez, manteve contato com ex-integrantes da JUC antes de publicar o livro "Teologia de la liberatión", publicado em Lima (Peru), em 1971.
Segundo Luiz Alberto Gomez de Souza, a atividade da JUC foi uma importante precursora da Teologia da Libertação.